# Falownik niezależny
Falownik niezależny – przekształtnik przekazujący energię elektryczną z obwodu prądu stałego do autonomicznego (czyli niezwiązanego z linią elektroenergetyczną o stałej częstotliwości) odbiornika prądu przemiennego. Częstotliwość napięcia i prądu takiego układu zależą tylko od częstotliwości łączeń elementów sterowanych przekształtnika i często są wielkościami zmiennymi nastawionymi, jak kąt przesunięcia fazowego w prostownikach sterowanych.